# Bukidnon
Koordinaten: 7° 55′ N, 125° 5′ O
Bukidnon ist eine Provinz der Philippinen, die sich im Zentrum der Insel Mindanao befindet. Sie besitzt als eine der wenigen Provinzen des Inselstaates keinen Zugang zum Meer.
Die Hauptstadt ist Malaybalay City. Sie ist politisch dem Bezirk X Northern Mindanao zugeordnet. Im Jahr 2007 wurden insgesamt 1.229.599 Einwohner der Provinz bei der Volkszählung erfasst.

## Geographie

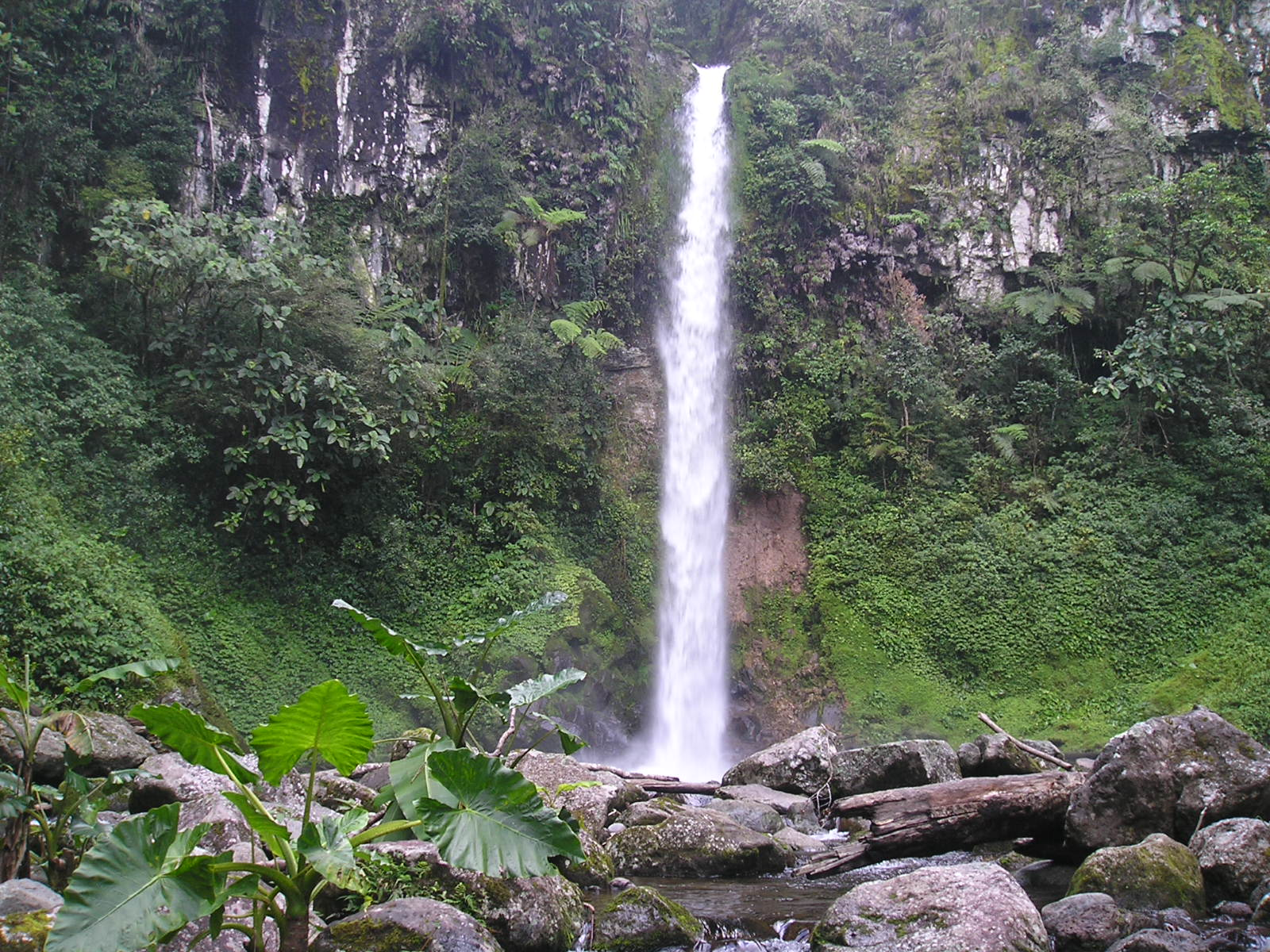
Die Kalatungan-Wasserfälle

Die Provinz grenzt, im Uhrzeigersinn von Norden beginnend, an Misamis Oriental, Agusan del Sur, Davao del Norte, Cotabato, Lanao del Sur und Lanao del Norte. Sie erstreckt sich zwischen dem 7°21′ und 8°35′ Breitengrad und vom 124°03′ bis zum 125°16′ östlicher Länge. Die Provinzhauptstadt Malaybalay City liegt ca. 850 km südlich von Manila.
Topographisch wird die Provinz durch die Gebirgszüge des Bergs Kimangkil, dem Pantaron-Gebirge, dem Tankulan-Gebirge, dem Tago-Gebirgszug, dem Kalatungan-Gebirge und dem Kitanglad-Gebirge dominiert. Zwischen den Gebirgen erstrecken sich ausgedehnte Hochebenen mit weitem Grasland, in die Flüsse tiefe, teilweise canyonartige, Schluchten geschaffen haben. Sie hat eine durchschnittliche Höhe von 912 m. Der Norden der Provinz erstrecken sich eine Reihe von flachen sanftwelligen Plateaus, die getrennt werden durch tiefe Schluchten und weitläufige Täler. Der Süden der Provinz ist deutlich flacher und geht langsam in das Zentrale Mindanaobecken über.
Der höchste Berg der Provinz, der Dulang-dulang, ist mit einer Gipfelhöhe von 2.938 m auch der zweithöchste der Philippinen, gefolgt vom Kitanglad mit einer Höhe von 2.899 Metern und dem 2.824 Meter hohen Kalatungan.
In Bukidnon liegen die Quell- und Wassereinzugsgebiet zahlreicher großer Flüsse auf Mindanao. Zu den Quellgebieten gehören die des Flusses Salug, der ein Quellfluss des Davaos ist. Er hat sein Einzugsgebiet im Südosten der Provinz, das eine Größe von 388,30 km² umfasst. Der Rio Grande de Mindanao ist der größte und wasserreichste Fluss der Provinz, er hat in der Provinz ein Einzugsgebiet von 4.821,38 km², seine wichtigsten Nebenflüsse sind der Muelta und der Maridugao. Er wird in Bukidnon Pulangi genannt und seine Quelle liegt im Norden der Provinz. Der Nordwesten wird von den Flüssen Cagayan und Tagoloan hin zur Mindanaosee entwässert, beide haben ein Einzugsgebiet von 2.871,20 km². Im Nordosten liegt die Quelle des Flusses Cugman, der ein Nebenfluss des Flusses Agusan ist und das ein Einzugsgebiet von 212,90 km² in der Provinz umfasst.
Bukidnon verfügt weder über eine Seeanbindung noch über einen Flughafen. Zu erreichen ist die Provinz nur auf dem Landweg, beispielsweise von Cagayan de Oro City aus, einer größeren Stadt in der Nachbarprovinz Misamis Oriental, die einen See- und Flughafen besitzt.
Die Provinz hat eine Fläche von 10.498,59 km² und ist damit die achtgrößte Provinz der Philippinen.

## Demographie und Sprache
Laut mündlichen Überlieferungen der einheimischen Talaandig gab es ursprünglich vier Volksgruppen in Zentral-Mindanao: die Maranao, die heute in der Provinz Lanao del Sur leben, die Maguindanaon, die Manobo und die Talaandig, die den Osten, den Süden und die nördlich-zentrale Region der damaligen Provinz Cotabato bevölkerten.
Als die Zivilregierung Anfang des 20. Jahrhunderts den Bezirk Zentral-Mindanao in Provinzen aufteilte, lebten in Bukidnon hauptsächlich indigene Volksgruppen. Seither sind Menschen aus vielen anderen Regionen der Philippinen, besonders von den zentralphilippinischen Visayas-Inseln Cebu, Bohol und Panay, eingewandert. Erweitert wurde die kulturelle Vielfalt Bukidnons auch durch Zuwanderer von der nördlichen Hauptinsel Luzon, wie den Ilocanos, den Batangueño, den Igorots und den Ivatans (von den im äußersten Norden gelegenen Batan-Inseln).
Viele der indigenen Volksgruppen zogen sich mit der Zeit immer weiter in die Berge und Wälder zurück, wo sie bis heute große Teile ihres kulturellen Erbes bewahren konnten. Heute findet man die Talaandig im Nordwesten, die Higaonon im Norden, die Bukidnon im Osten, die Western-Bukidnon-Manobo im Westen und die Umayamnon-, Tigwa- und Matigsalug-Manobo im Südosten der Provinz.
Trotz der ethnischen Vielfalt wird die eingeführte Sprache Cebuano von immerhin 77,9 % der Bewohner gesprochen, das einheimische Binukid von 8,9 %, während Englisch von lediglich 0,05 % der Bevölkerung verwendet wird. Dennoch ist das Sprachverständnis des Englischen weitverbreitet.

## Wirtschaft
Als einer der Hauptproduzenten von Kulturpflanzen festigt Bukidnon seine Position als wesentlicher Lieferant von Reis, Mais, Zucker, Kartoffeln, Tomaten, Maniok und vielen anderen agrarwirtschaftlichen Produkten. Im Jahr 2000 wurden überall in Bukidnon weite Flächen mit Korn- und Reisfeldern sowie Zuckerplantagen bepflanzt.
Die Provinz spielt zudem eine wichtige Rolle beim Anbau von Früchten und Gemüse, die nicht allein auf den einheimischen Märkten verkauft, sondern auch nach Japan und in andere Nachbarstaaten exportiert werden. Daneben wird auch Hühner-, Schweine- und Rindfleisch erzeugt.
Bukidnon ist im Land als der „Früchtekorb“ der Nation bekannt. Frische Ananas, Bananen, Zuckerrohr, aber auch Schnittblumen gedeihen das ganze Jahr über. Zu den neuen Exportprodukten zählen neben Gummistiefeln und Schuhen auch Möbel aus Rattan, Körbe aus Bambus, Holz-Schnitzereien und andere handwerkliche Produkte.

## Verwaltungsgliederung
Bukidnon ist in 20 Verwaltungsgemeinden und 2 Städte unterteilt. Die Verwaltungsgemeinden sind wiederum in insgesamt 464 Baranggays (Ortsteile) untergliedert.
Die Provinz besteht aus vier Kongress-Distrikten.

### Städte

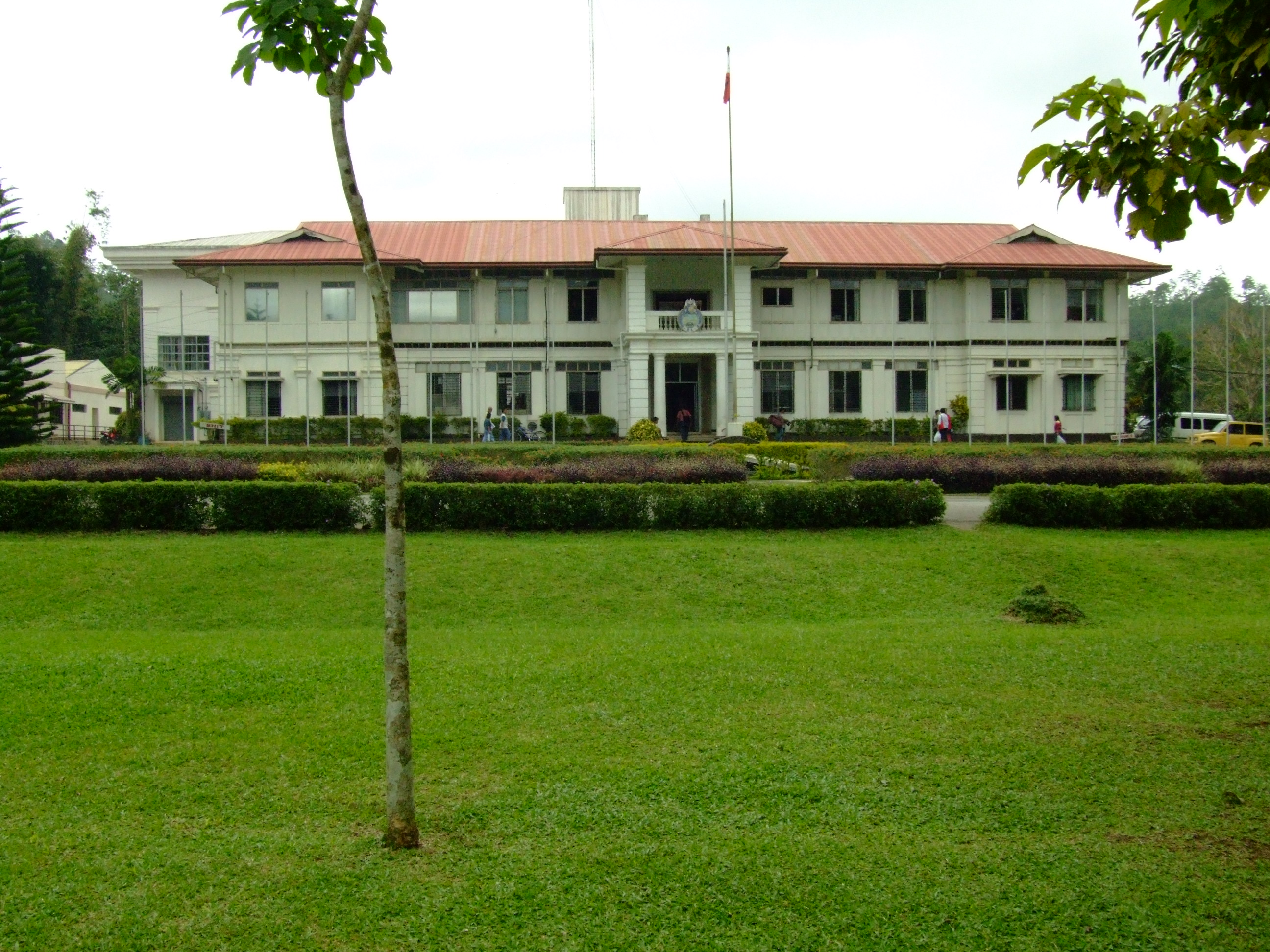
Das Bukidnon Provincial Capitol in Malaybalay City

- Malaybalay City
- Valencia City

### Verwaltungsgemeinden
| - Baungon - Cabanglasan - Damulog - Dangcagan - Don Carlos - Impasug-ong - Kadingilan - Kalilangan - Kibawe - Kitaotao | - Lantapan - Libona - Malitbog - Manolo Fortich - Maramag - Pangantucan - Quezon - San Fernando - Sumilao - Talakag |

## Klima
Bukidnon verfügt während des gesamten Jahres über ein relativ kühles und feuchtes Klima. Der Norden hat keine ausgesprochen starke Regenperiode, besitzt aber eine kurze Trockenzeit von ein bis drei Monaten. Der südliche Teil verfügt hingegen über keine Trockenphase und bleibt dabei auch von starken und andauernden Regenfällen verschont.
Die Provinz befindet sich außerhalb des Taifungürtels. Die Durchschnittstemperatur liegt bei 24,04 °C, die tiefsten Temperaturen rangieren bei 18,5 °C, die höchsten bei 29,6 °C. Die durchschnittliche Regenmenge beträgt 2.581,84 mm.

## Geschichte
Bukidnon wurde um 1850 zu einem Teil der ehemaligen großen Provinz Misamis. Das gesamte Gebiet wurde damals mit dem Wort Malaybalay („wenige Häuser“) bezeichnet, die Bewohner nannte man Bukidnons („Leute aus den Bergen“).
Die philippinische Kommission, geführt von dem parlamentarischen Kommissar Dean C. Worcester, schlug am 20. August 1907 die Abspaltung Bukidnons von der Provinz Misamis vor. Am 1. September 1914 wurde mit dem Phil. Com. Act Nr. 1693 die Ernennung der Provinz Agusan mit der Unterprovinz Bukidnon angeordnet.
Zu einer eigenen regulären Provinz wurde Bukidnon am 10. März 1917 mit Inkrafttreten des Act Nr. 2711 durch das Ministerium von Mindanao und Sulu.

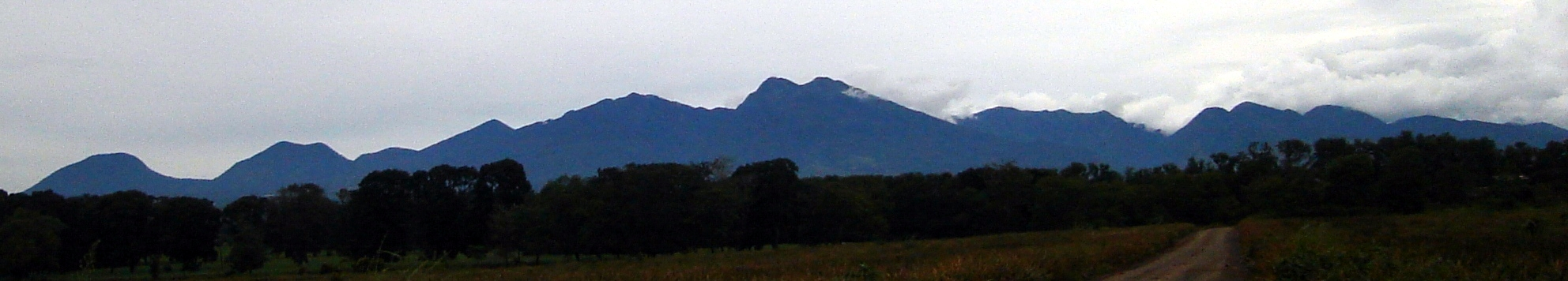
Panoramablick auf das Kitanglad-Gebirge

## Bildungseinrichtungen
- Bukidnon State University
- Central Mindanao University

## Sehenswürdigkeiten

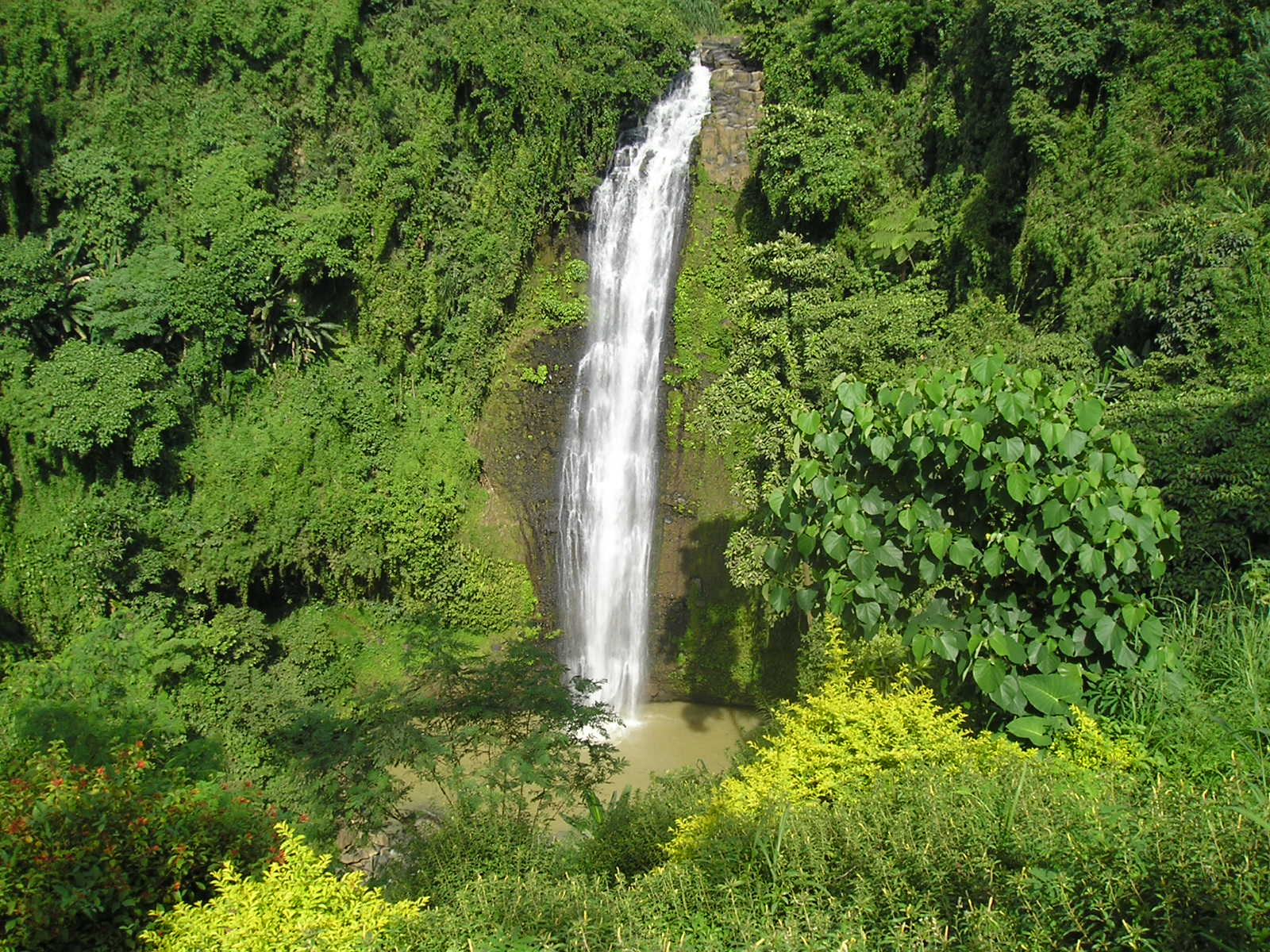
Die Alalum-Wasserfälle in Sumilao

Die Provinz bietet aufgrund ihrer Gebirgslage zahlreiche natürliche Sehenswürdigkeiten, wie Wasserfälle, Seen, Höhlen, hohe Gebirgszüge, tiefe Schluchten und Canyons. Es leben in der Provinz zahlreiche indigene Völker, die ihre eigene Kultur bewahrt haben. Die Natur bietet der Flora und Fauna hervorragende Voraussetzungen um eine einzigartige Artenvielfalt zu entwickeln, Bukidnon gilt als ein Hotspot der Biodiversität auf den Philippinen.
- Der Mount Kitanglad Range Natural Park in Nord-Zentral Bukidnon
- Der Mount Kalatungan Range Natural Park
- Der Pulangi-Fluss
- Die Sumalsag-Höhle und die Alalum-Wasserfälle in Sumilao
- Der Pinamaloy Lake in Don Carlos und der Lake Apo in Guinoyoran
- Das Luan-Luan-Schwimmbad in Quezon
- Das MGM Mountain Resort in Maramag
- Das Talaandig Ancestral Territory in Lanpatan
- Die größte Blütenpflanze der Philippinen, die Rafflesia schadenbergiana in Baungon
- Der Napalit-See in Pangantucan
- Der 646 Meter hohe aktive Vulkan Musuan
- Der Ver Overview & Nature Park und Gue’s Garden in Quezon
- Der Berg Pigtayuan in Damulog